# جان لوكاس
جان لوكاس (بالفرنسية: Jean Lucas)‏ هو سائق سيارة سباق ومهندس فرنسي، ولد في 25 أبريل 1917 في لو مان في فرنسا، وتوفي في 27 سبتمبر 2003 في سان مارتين دو ري في فرنسا.